# Naueti

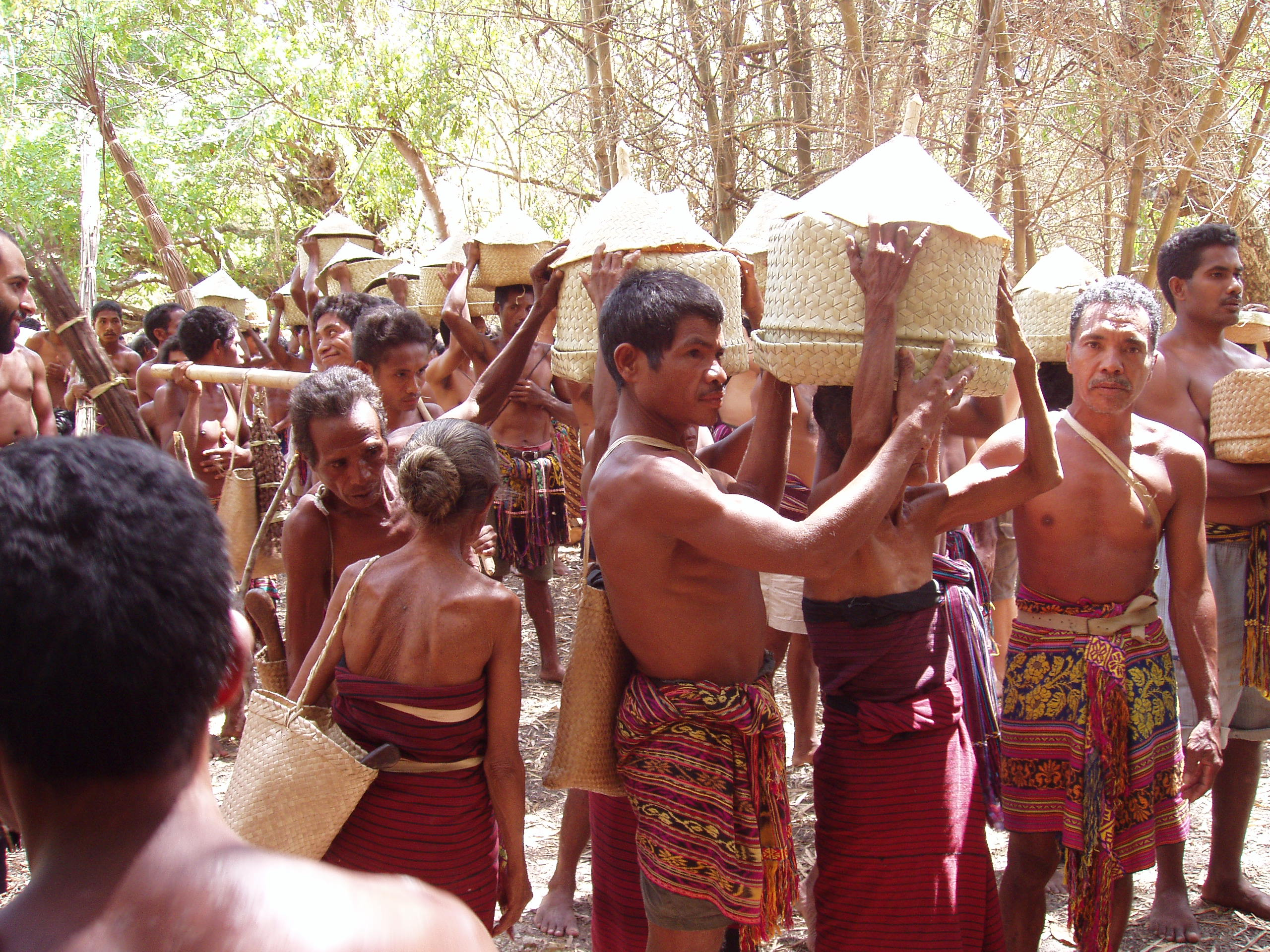
Naueti aus Babulo beim Fest auf dem Baha Liurai (2004)

Die Naueti sind eine Menschengruppe beziehungsweise Ethnie im Südosten des südostasiatischen Staates Osttimor. Übersetzt bedeutet „Nau eti“ auf Deutsch „jetzt“, beziehungsweise „zu diesem Zeitpunkt“. Das Wort wurde willkürlich von den Makasae aufgegriffen, um ihre Nachbarethnie zu bezeichnen, und wird auch für deren Sprache verwendet.

## Übersicht

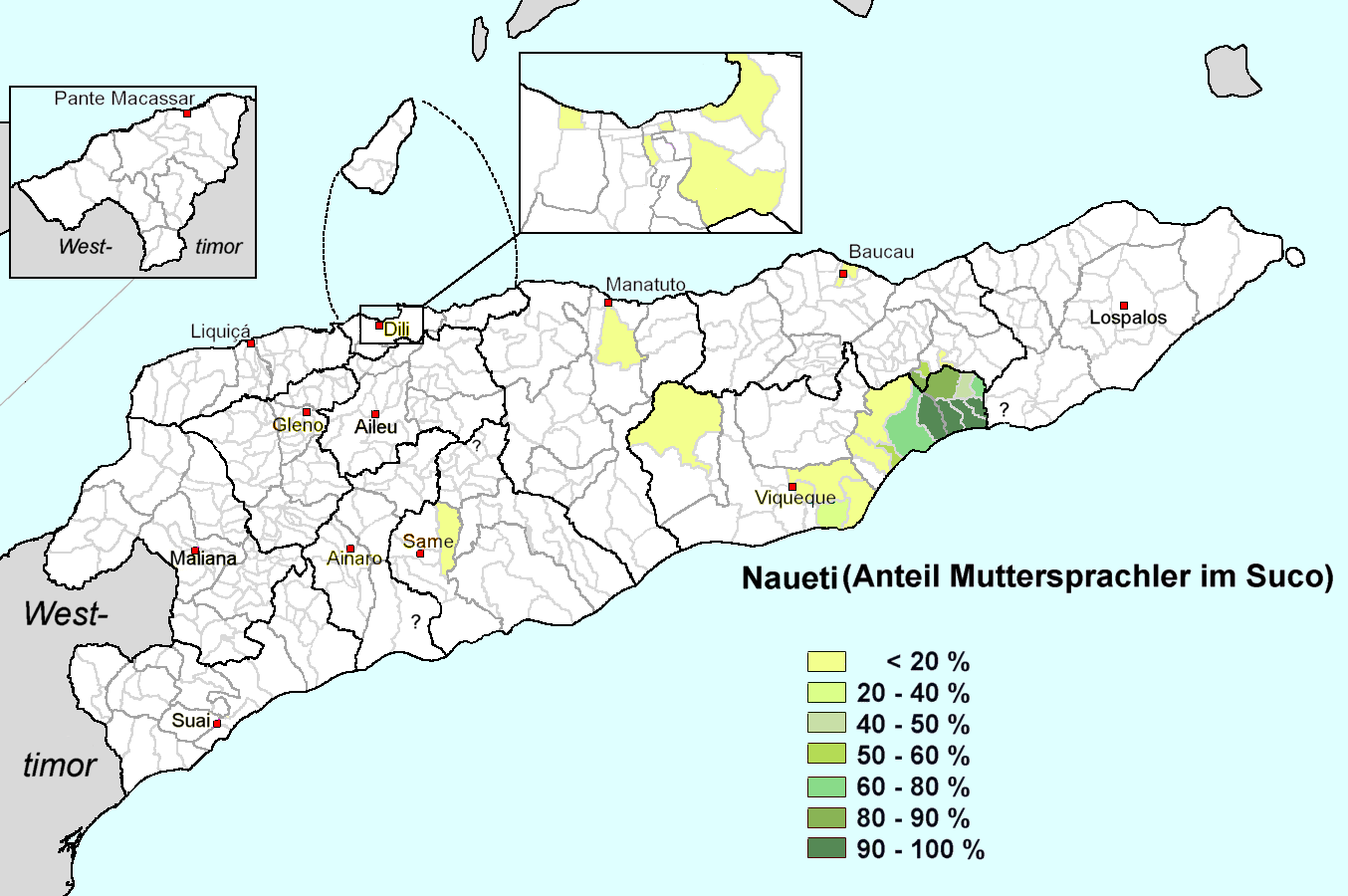
Anteil von Naueti-Muttersprachlern in den Sucos Osttimors (2010)

Die Naueti bilden die Bevölkerungsmehrheit in den Verwaltungsämtern Uato-Lari und Uatucarbau (Gemeinde Viqueque) und im Südwesten des Verwaltungsamtes Baguia (Gemeinde Baucau). Weitere Naueti leben im Osten des Verwaltungsamtes Viqueque in der Umgebung des Ortes Beaco (Beasu). Bei der Volkszählung 2015 gaben 16.507 Osttimoresen an, Naueti als Muttersprache zu verwenden. 13.898 davon lebten in der Gemeinde Viqueque, 1.489 in Baucau und 1.019 in Dili. Die restlichen 101 verteilten sich auf die übrigen Gemeinden des Landes. Die Sprache wird zusammen mit anderen zu den malayo-polynesischen Kawaimina-Sprachen zusammengefasst, wobei die Siedlungsgebiete der Naueti von jenen der anderen Sprachgruppen weiter westlich durch die Makasae abgetrennt sind, die auch Einfluss auf Sprache und Kultur der Naueti haben.
Die Ethnie bildet keine homogene Gruppe. Sprachliche und kulturelle Unterschiede kann man zwischen den Naueti in Uato-Lari und jenen in Uatucarbau und Baguia feststellen. Die Menschen fühlen sich mehr ihren Sucos oder Clans zugehörig, auch weil andere Ethnien in der Region leben. Bündnisse, die auch mit Eheschließungen bekräftigt werden, verbinden die Clans der verschiedenen Ethnien in den Sucos miteinander, so zum Beispiel in Babulo. Trotzdem kommt es in Uato-Lari immer wieder zu Zusammenstößen zwischen Naueti und Makasae, da sich die Ethnien oft auf verschiedenen politisch konkurrierenden Seiten befanden.
Traditionell ist der Anbau von Reis (Nass- und Trockenreis), Mais und Gemüse und die Haltung von Ziegen, Schweinen, Hühnern, Wasserbüffeln und Pferden.

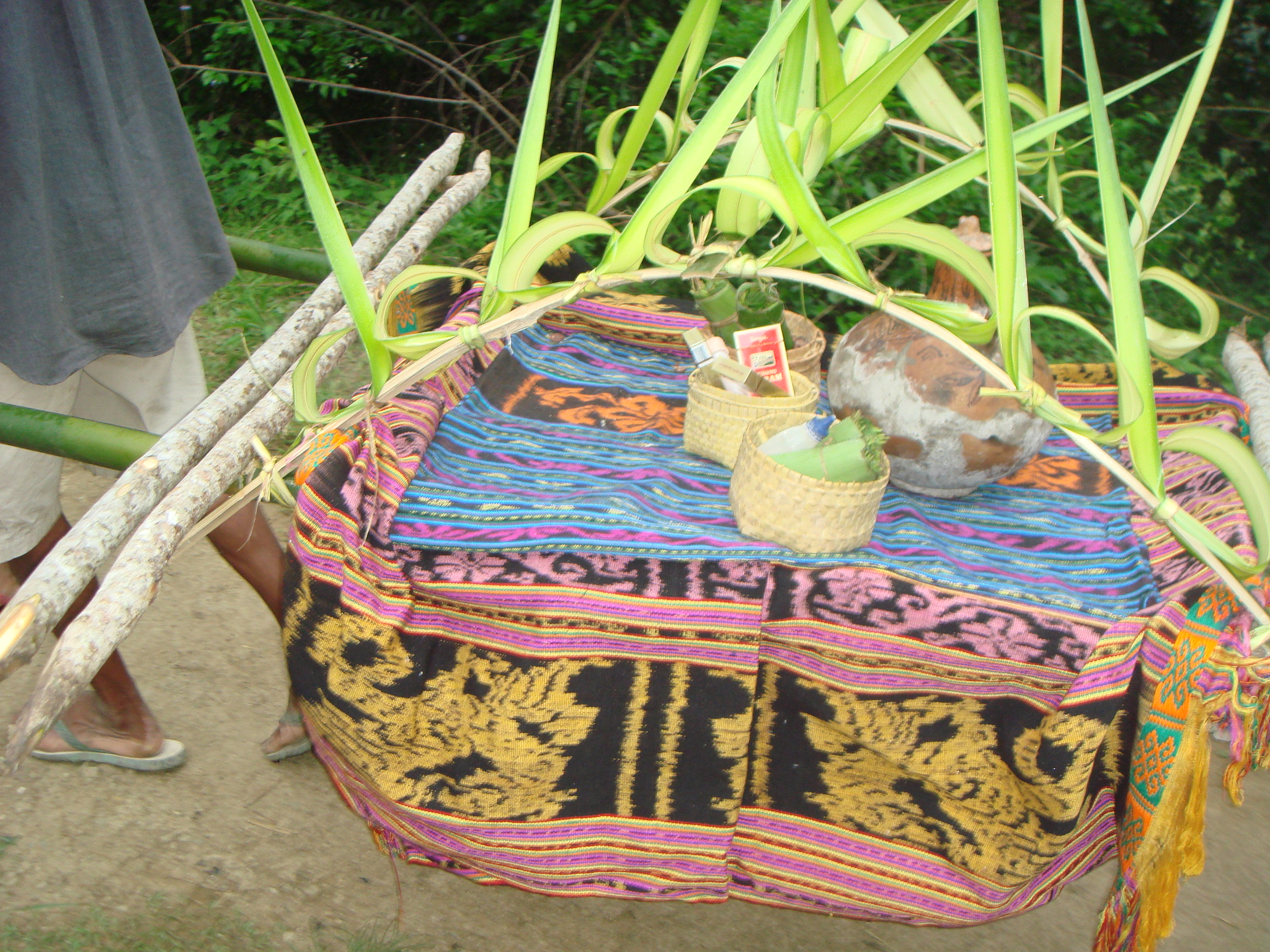
Ein Wai Malu (Wasser und Betelnuss): Ein Geschenk der Braut- oder Lebengeberfamilie an die Brautnehmerfamilie, anlässlich der Einweihung eines heiligen Hauses. Es symbolisiert den Segen der Brautgeber.

Vor den Umsiedlungen während der indonesischen Besatzung (1975–1999) wurden Siedlungen von Familien von Brüdern gebildet. Die traditionellen Siedlungen werden baha genannt, was auch das Wort für „Berg“ ist. Frauen, die heiraten, ziehen in das Dorf ihres Ehemannes und bringen einen Brautpreis mit. Der Großteil des Erbes von Verstorbenen geht an die männlichen Verwandten. Die Indonesier siedelten die Bevölkerung zwecks besserer Kontrolle an die Hauptstraßen und nach Uato-Lari Leten um. Seit der Unabhängigkeit gibt es vor allem bei dem älteren Teil der Bevölkerung den Trend, die alten Dörfer wieder neu zu besiedeln, während die jungen Leute in den indonesischen Siedlungen bleiben, weil es hier meist einen besseren Zugang zu Bildung und Gesundheitsversorgung gibt. Viele wohnen auch in temporären Unterkünften nahe den Pflanzungen, während der Pflanz- und Erntezeit. Die verschiedenen Familien bilden Clans, die sich in den administrativen Aldeia wiederfinden. Die Beziehung zwischen den Familien im Clan wird durch die Beschreibung „älter“ (kaka) und „jünger“ (wari) festgelegt. Die „älteren“ Häuser sind näher mit dem Ahnherrn verwandt und haben daher einen höheren Rang gegenüber den „jüngeren“.

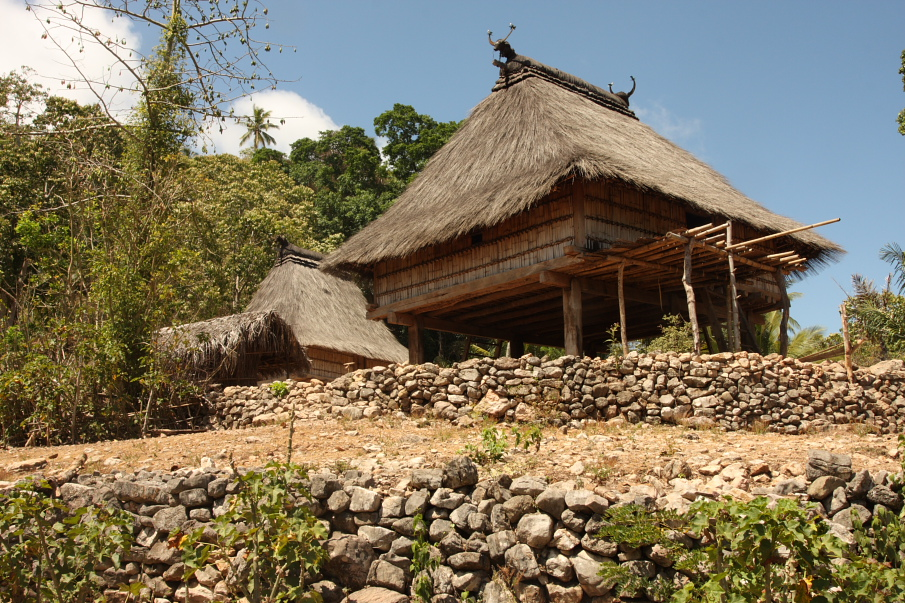
Heiliges Haus von Borulaisoba

Zentrum des Dorfes bildet das heilige Haus (Uma Luli). In ihm werden sakrale Gegenstände aufbewahrt, Hinterlassenschaften der Ahnen, die den Herrschaftsanspruch auf das Land dokumentieren sollen. Dazu gehören zum Beispiel Schwerter, Bruchstücke heiliger Krüge oder portugiesische Flaggen, die einst den Dorfvorstehern von der Kolonialmacht überreicht wurden. Die Indonesier brannten die meisten Uma Luli nieder, andere verfielen, weil die Bewohner des Dorfes zwangsumgesiedelt wurden. Mit ihrer Rückkehr in das „Land der Ahnen“ wurden die heiligen Häuser wieder aufgebaut. Die sakralen Gegenstände überlebten meist vergraben.
Heutzutage bekennen sich die meisten Naueti zum römisch-katholischen Glauben, die animistischen Traditionen leben aber im Alltag weiter. Ahnen wird geopfert, Regen gezaubert und der Ritus „das Krokodil rufen“ wird praktiziert. Die Ahnen sichern die reiche Ernte und schützen vor Unheil. Missachtung bringt Unglück, Krankheit oder Tod. Bei Krankheit oder bei Vorbereitungen von Hochzeiten soll daher ein Malu rae zu Rate gezogen werden, ein Experte für die Rituale, der auch Prophezeiungen abgeben und die Ursachen von Leiden auffinden kann.
Traditionell werden die gesellschaftlichen Führungspositionen von Männern bekleidet. Die Ämter sind dabei bestimmten Familien zugeordnet und der durch die Herkunft bestimmte Status entscheidet über den Amtsinhaber. Die höchste Position hat der Mann, der am nächsten mit dem Ahnherrn des Clans in einer männlichen Erblinie verwandt ist. Bei den Naueti im Osten der Gemeinde Viqueque können jedoch auch Frauen Lian Nain werden. Sie erhalten dann den Titel Nain Feto (in etwa „Herrin“).

## Begräbniszeremonien

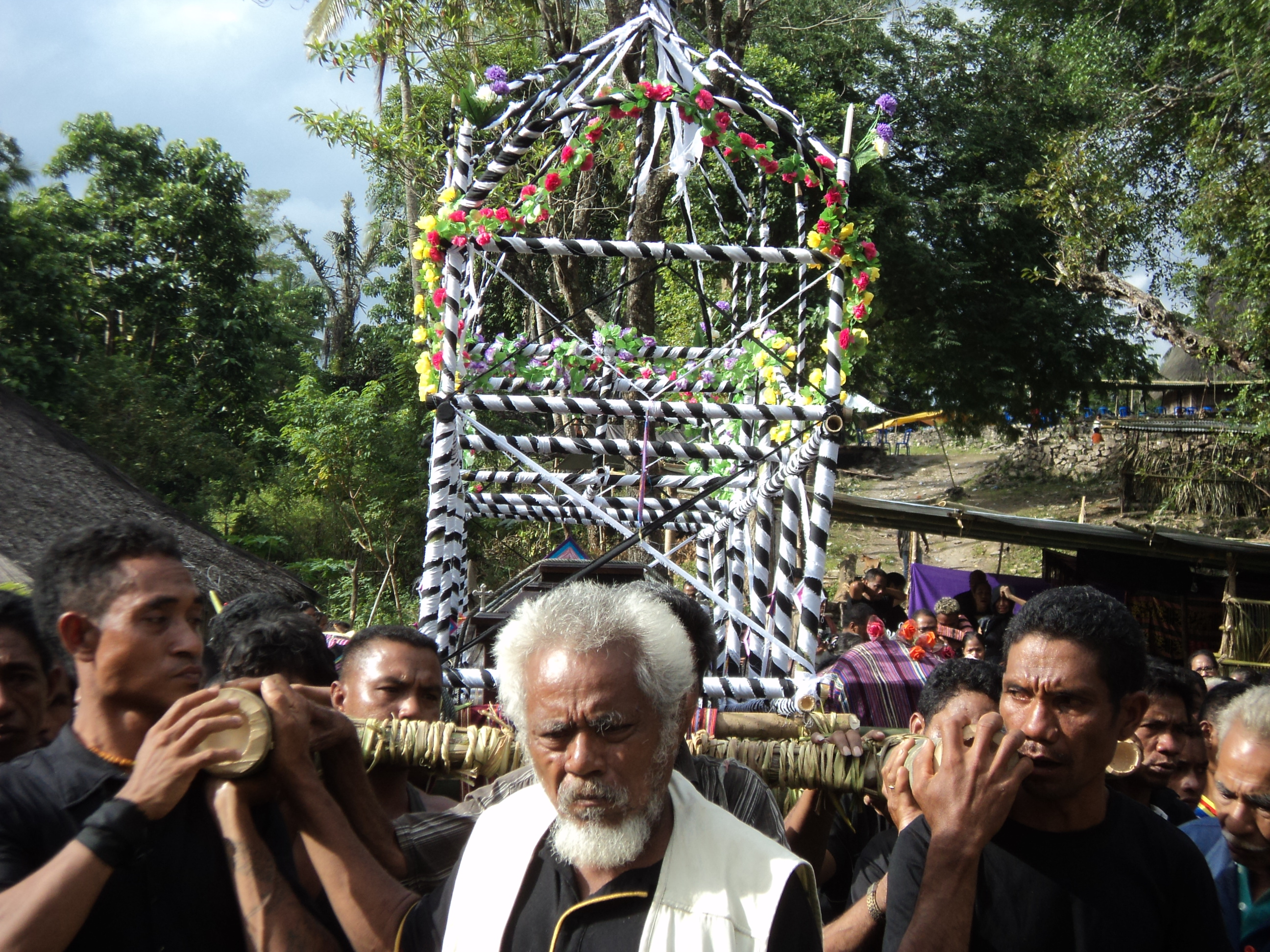
Begräbnis des Liurais von Babulo (2012)
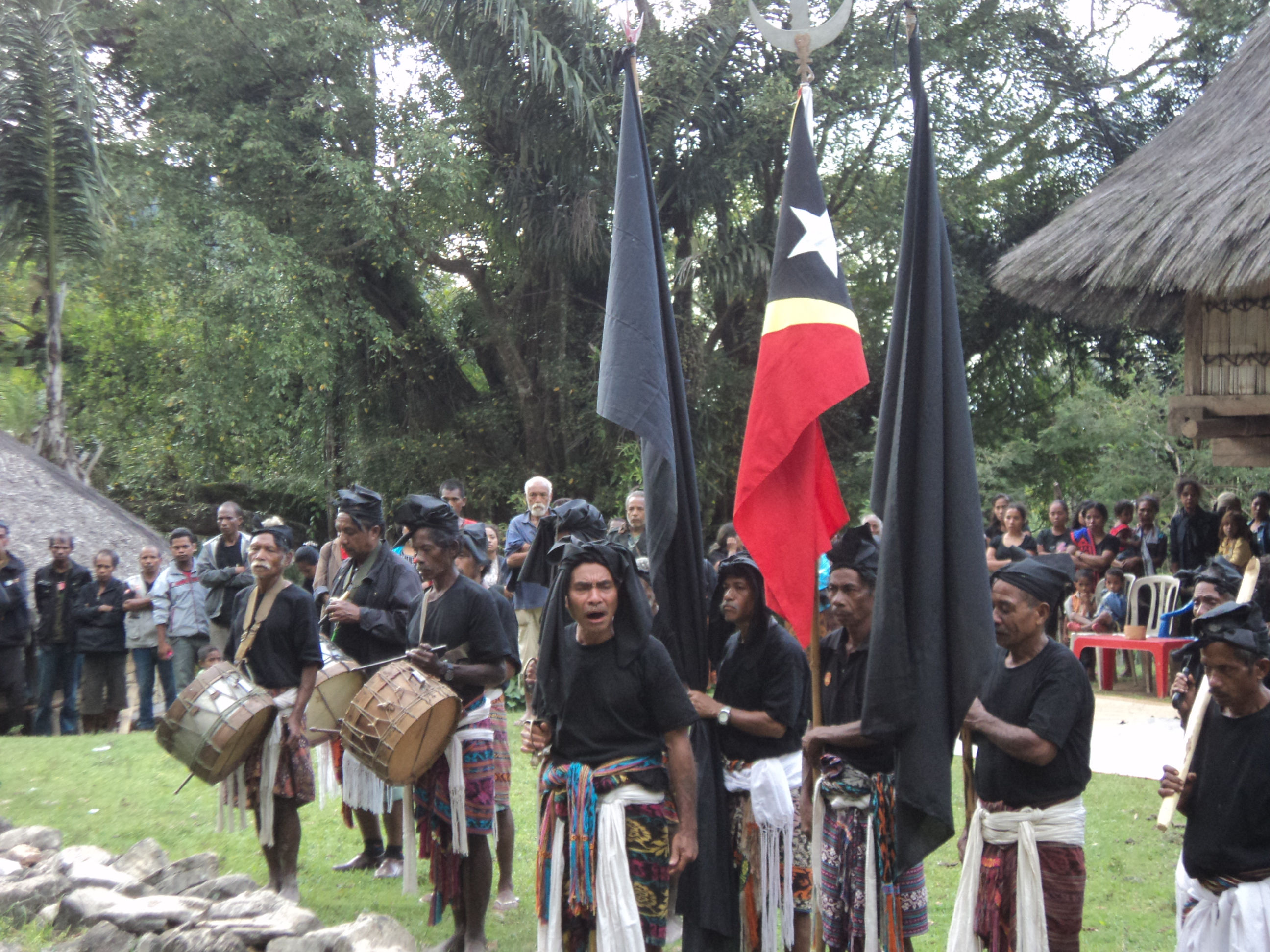
Begräbnis des Liurais von Babulo (2012)
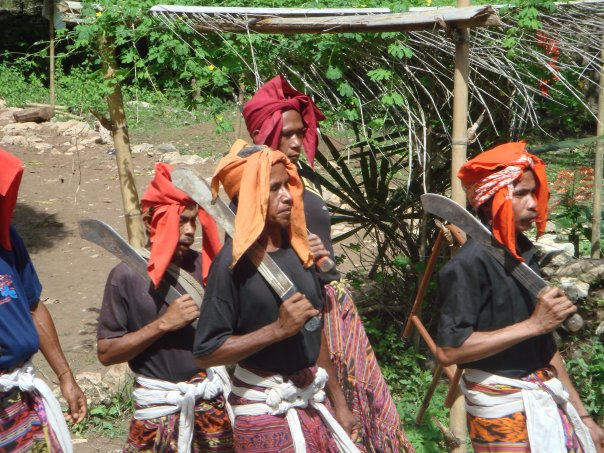
Begräbnis des Wächters des heiligen Hauses von Aha B Uu in Babulo
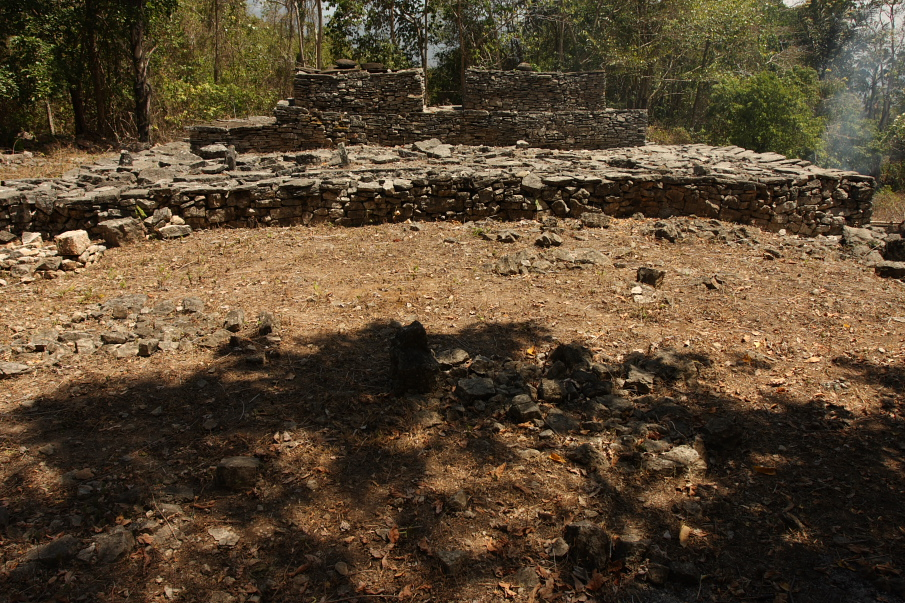
Begräbnisstätte von Nahasaka
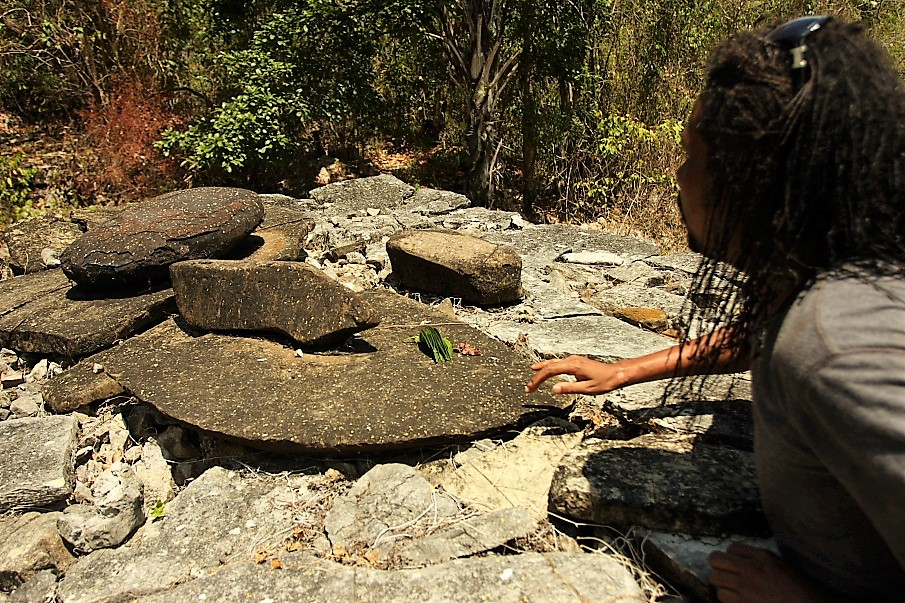
Grab in Nahasaka. Betelnüsse dienen als Grabbeigabe
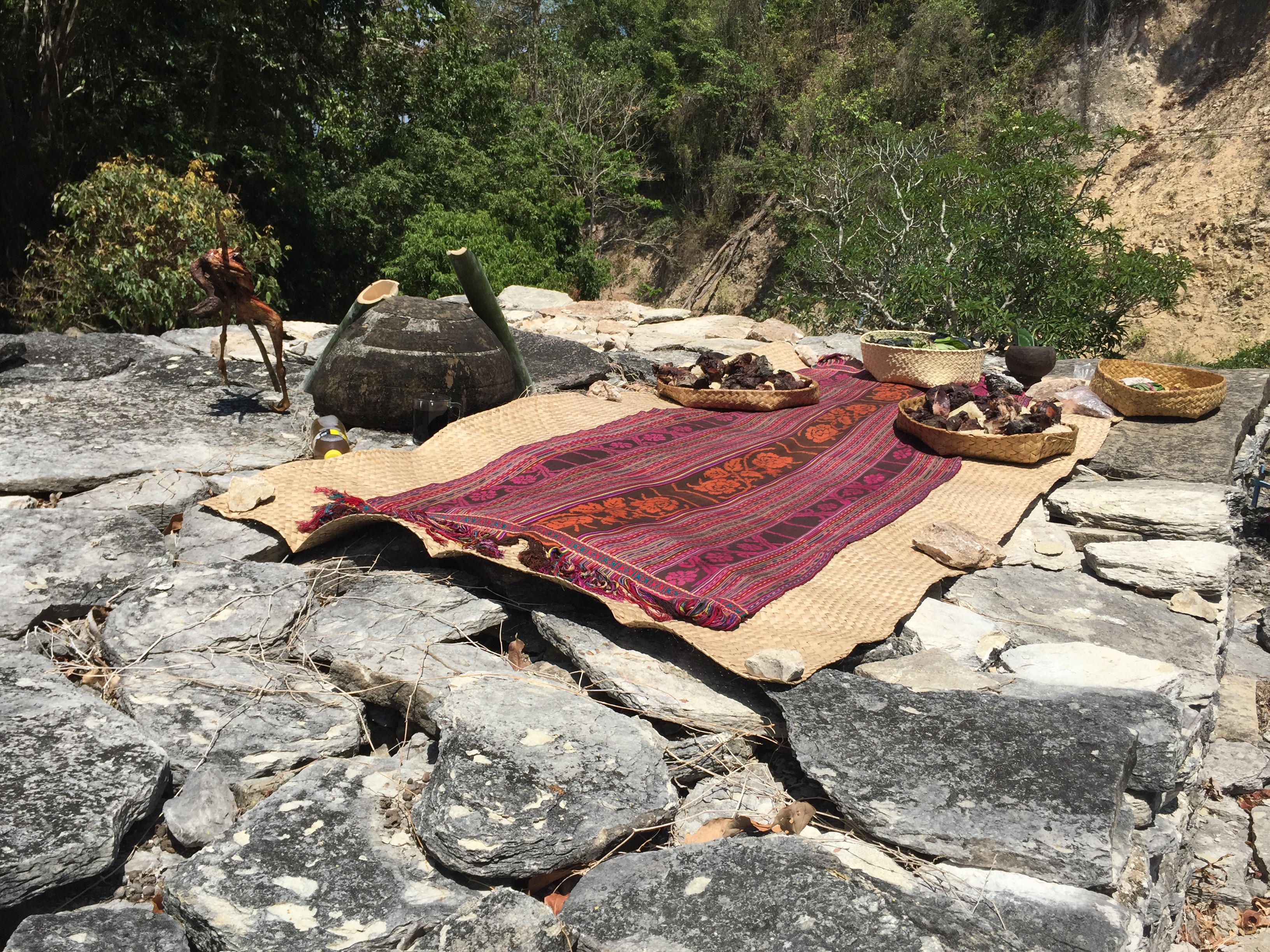
Grabbeigaben zu Allerheiligen

## Prominente Naueti

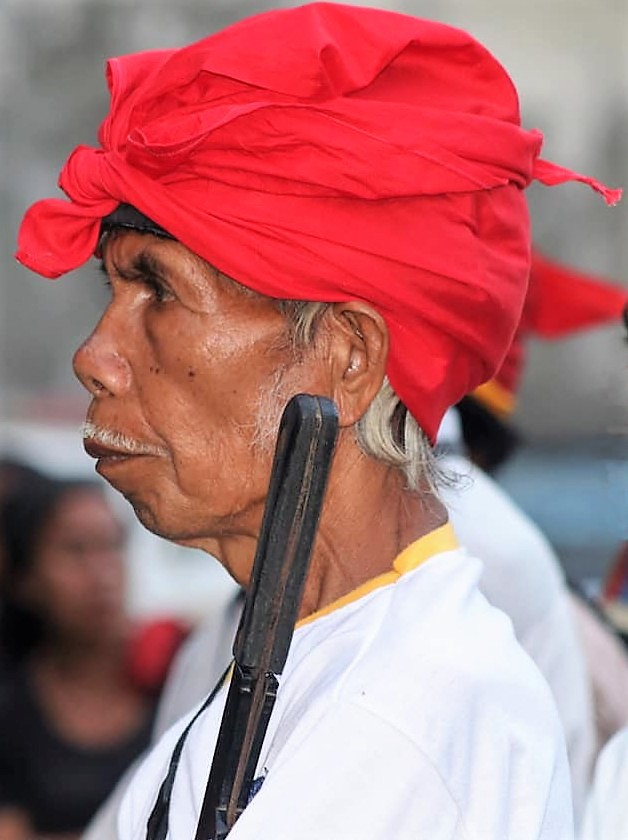
Ein Morador aus Uani Uma

- Taur Matan Ruak, Oberbefehlshaber der Streitkräfte, Staatspräsident[13]
- Ilda Maria da Conceição, stellvertretende Bildungsministerin und stellvertretende Ministerin für Staatsadministration
- Júlio Tomás Pinto, Staatssekretär für Verteidigung
- Francisco da Costa Guterres, Staatssekretär für Sicherheit
- Francisco da Costa Soares, Staatssekretär für Institutionelle Entwicklung

## Belege
- Susana Barnes: Origins, Precedence and Social Order in the Domain of Ina Ama Beli Darlari, In: Land and life in Timor-Leste, S. 23–46.
- David Hicks: The Naueti relationship terminology: A new instance of asymmetric prescription from East Timor, Journal of the Humanities and Social Sciences of Southeast Asia, Volume 163, Ausgabe 2–3, S. 239–262, 2007, doi:10.1163/22134379-90003685.